# Parafia Matki Bożej Anielskiej w Grodnie
Parafia Matki Bożej Anielskiej w Grodnie – rzymskokatolicka parafia znajdująca się w Grodnie, w diecezji grodzieńskiej, w dekanacie Grodno-Zachód, na Białorusi. Parafię prowadzą franciszkanie konwentualni.

## Historia
Parafia powstała w 1697 i od początku prowadzona była przez franciszkanów. W latach 1864–1919 kościół parafialny pełnił rolę więzienia dla polskich księży i zakonników. W latach 1900–1918 prowadzona przez księży diecezjalnych, następnie powróciła do franciszkanów. Pierwszym franciszkańskim proboszczem, po zakończeniu I wojny światowej, został mianowany o. Melchior Fordon. W 1920 komuniści rozstrzelali gwardiana i proboszcza o. Błażeja Justwana, wraz z grupą jego parafian. W latach 1922–1927 przy parafii pracował św. Maksymilian Maria Kolbe. W lipcu 1943 przy fortach w Naumowiczach Niemcy rozstrzelali kolejnego przełożonego i proboszcza - o. Dionizego Klimczaka - wraz z grupą zakładników.

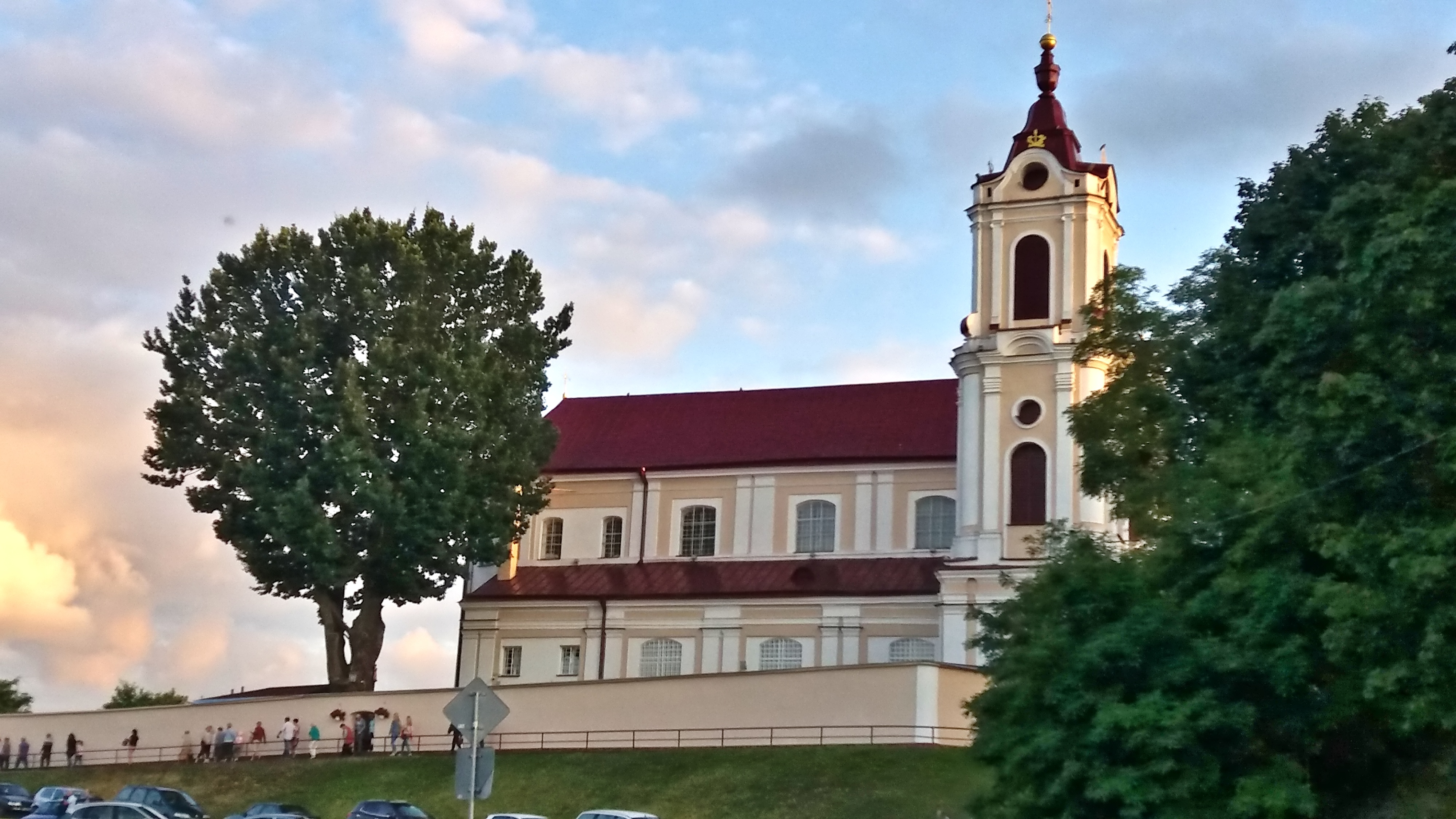
Po zakończonym nabożeństwie

Po zakończeniu II wojny światowej świątynia parafialna pozostała otwarta dla potrzeb wiernych. Przez pewien czas opiekę duszpasterską pełnili w nim księża diecezjalni. W latach 1988–1989 proboszczem był tutaj ks. Tadeusz Kondrusiewicz, późniejszy metropolita mińsko-mohylewski. Franciszkanie powrócili do Grodna w 1989 r., ponownie obejmując duszpasterstwo przy świątyni. Doroczny odpust parafialny Matki Bożej Anielskiej, jaki przypada w dniu 2 sierpnia, gromadzi wielu wiernych zarówno z samego miasta, jak też przybywających z okolic Grodna.

## Materiały źródłowe
- Kościół Matki Bożej Anielskiej (franciszkański) - na stronie dwutygodnika Słowo Życia
- Katalog franciszkańskiej prowincji MB Niepokalanej w Polsce (Grodno, s. 178-180). Wydawnictwo Michalineum, Marki 2000
- Kościół i parafia w Grodnie - witryna warszawskiej prowincji franciszkanów (OFMConv.)
- Гродна — парафія Маці Божай Анёльскай (францішканскі касцёл) - franciszkański kościół parafii Matki Bożej Anielskiej w Grodnie (str. w jęz. białoruskim)